# Chorizanthe
Chorizanthe, biljni rod iz porodice dvornikovki.
Najveći je rod dvornikovki u potporodici Eriogonoideae sa 61 vrstom jednogodišnjeg bilja rasprostranjenog po zapadnim predjelima Sjeverne i Južne Amerike. To su male, zdepaste, zeljaste biljke. Cvjetovi mogu biti u nijansama crvene ili žute do bijele.

## Ime roda
Riječ “Chorizanthe” dolazi od grčkih korijena chorizo i anthos što znači "dijeliti" i "cvijet", što znači "razdijeljeno cvijeće", ali se zapravo koristi u odnosu na podijeljenu čašku (kaliks).

## Vrste
1. Chorizanthe angustifolia Nutt.
2. Chorizanthe aphanantha K.M.Nelson & D.J.Keil
3. Chorizanthe biloba Goodman
4. Chorizanthe blakleyi Hardham
5. Chorizanthe brevicornu Torr.
6. Chorizanthe breweri S.Watson
7. Chorizanthe clevelandii Parry
8. Chorizanthe commissuralis J.Rémy
9. Chorizanthe corrugata (Torr.) Torr. & A.Gray
10. Chorizanthe cuspidata S.Watson
11. Chorizanthe dasyantha Phil.
12. Chorizanthe diffusa Benth.
13. Chorizanthe douglasii Benth.
14. Chorizanthe eastwoodiae (Goodman) D.Gowen & L.A.Johnson
15. Chorizanthe fimbriata Nutt.
16. Chorizanthe flava Brandegee
17. Chorizanthe flavescens Phil.
18. Chorizanthe frankenioides J.Rémy
19. Chorizanthe gajardoi Teillier & J.Macaya
20. Chorizanthe glabrescens Benth.
21. Chorizanthe howellii Goodman
22. Chorizanthe inequalis Stokes
23. Chorizanthe interposita Goodman
24. Chorizanthe kingii Phil.
25. Chorizanthe leptotheca Goodman
26. Chorizanthe macraei Benth.
27. Chorizanthe membranacea Benth.
28. Chorizanthe mieresii Teillier & J.Macaya
29. Chorizanthe minutiflora R.Morgan, Styer & Reveal
30. Chorizanthe mutabilis Brandegee
31. Chorizanthe navasiae Teillier & J.Macaya
32. Chorizanthe novoana Teillier & J.Macaya
33. Chorizanthe obovata Goodman
34. Chorizanthe orcuttiana Parry
35. Chorizanthe palmeri S.Watson
36. Chorizanthe paniculata Benth.
37. Chorizanthe parryi S.Watson
38. Chorizanthe peduncularis Benth.
39. Chorizanthe polygonoides A.Gray
40. Chorizanthe procumbens Nutt.
41. Chorizanthe pulchella Brandegee
42. Chorizanthe pungens Benth.
43. Chorizanthe rectispina Goodman
44. Chorizanthe rigida (Torr.) Torr. & A.Gray
45. Chorizanthe robusta Parry
46. Chorizanthe rosasii Teillier & J.Macaya
47. Chorizanthe rosulenta Reveal
48. Chorizanthe spinosa S.Watson
49. Chorizanthe staticoides Benth.
50. Chorizanthe stellulata Benth.
51. Chorizanthe turbinata Wiggins
52. Chorizanthe umbellata Phil.
53. Chorizanthe uniaristata Torr. & A.Gray
54. Chorizanthe vaginata Benth.
55. Chorizanthe valida S.Watson
56. Chorizanthe ventricosa Goodman
57. Chorizanthe virgata Benth.
58. Chorizanthe viridis Phil.
59. Chorizanthe watsonii A.Gray
60. Chorizanthe wheeleri S.Watson
61. Chorizanthe xanti S.Watson